# 調理用計量器
調理用計量器（ちょうりようけいりょうき）とは、調理をする際に調味料などの分量（体積）を量るための道具。調理用計器ともいう。調理の際には目分量がとられることも多いが、調理の標準化や品質管理という点では調理用の計器類は重要な意味を持つ。具体的には計量カップ、計量スプーン、温度計、タイマーなどがある。料理のレシピを記載する場合にも、決められた種類の計量器を指定して材料の分量を書き記す場合が多い。一見して同じに見えるものでも国によって体積が異なる場合がある。本項では、体積を量る計量器について記載する。

## 日本の計量器
古くは木で作られた枡が利用されていた。少量を量る場合には酒盃（おちょこ）を利用する場合も多かった。現在は、コップ状の計量カップ、スプーン状の大さじと小さじの3種類が調理専用の計量器として主に利用されている。スプーン状の計量器には、中さじもあるが、料理書などでこれが言及されることはない。また市販のスプーン状計量器にはすりきり用の平たい板が付いていることがある。

### 種類
- 計量カップ - 200 mL、または180 mL(1合、米・日本酒などにおいて)
- 計量スプーン
  - 大さじ - 15 mL
  - 小さじ - 5 mL

### 沿革
現在利用されている計量カップ、大さじ、小さじの規格は、いずれも女子栄養大学創立者の香川綾が1948年に考案したものである。香川は予防医学の見地から栄養学の重要性を痛感し、栄養学者の育成に全力を傾けていた。栄養所要量を算定するには正確な計量が欠かせないが、当時は専用の計量器は無く体積を量る場合にはテーブルスプーンやコップを使って目分量に近い形で計量が行われていた。また、戦前から続く尺貫法、明治以降に導入されたが未だに普及しきれずにいたメートル法、占領軍によって持ち込まれたヤード・ポンド法が渾然として交じり合っている状態でもあった。栄養学の発展には規格化された計量器が必要不可欠であると考えた香川は、従来より用いられていた枡やスプーンを基にメートル法に基づいて3種類の計量器を作り上げ、これらを用いて学生の指導に当たり、また栄養学の研究も行っていった。この後、同じ計量器を用いることで女子栄養大学が蓄積した膨大な研究成果を利用できる事、計量器自体も使いやすい物であったことから他の教育機関も次々に香川式計量器を採用したので、栄養師や調理師の間に急速に普及した。一般家庭にも雑誌や新聞の料理記事、テレビ放送などを通じて広く浸透し、結果的に規格として正式に制定されたものではないが、事実上日本での標準規格となった。

### 日本国内外の計量器との比較
| 計量器                               | 日本   | オーストラリア | カナダ | イギリス   | アメリカ   | アメリカFDA |
| ------------------------------------ | ------ | -------------- | ------ | ---------- | ---------- | ----------- |
| 小さじ ティースプーン Teaspoon       | 5 mL   | 5 mL           | 5 mL   | 4.74 mL    | 4.93 mL    | 5 mL        |
| 中さじ デザートスプーン Dessertspoon | —      | 10 mL          | —      | 9.47 mL    | —          | —           |
| 大さじ テーブルスプーン Tablespoon   | 15 mL  | 20 mL          | 15 mL  | 14.21 mL   | 14.79 mL   | 15 mL       |
| 液量オンス Fluid ounce               | —      | —              | —      | 28.41 mL   | 29.57 mL   | 30 mL       |
| カップ Cup                           | 200 mL | 250 mL         | 250 mL | 284.13 mL  | 236.59 mL  | 240 mL      |
| パイント Pint                        | —      | —              | —      | 568.26 mL  | 473.18 mL  | —           |
| クォート Quart                       | —      | —              | —      | 1136.52 mL | 946.35 mL  | —           |
| ガロン Gallon                        | —      | —              | —      | 4546.09 mL | 3785.41 mL | —           |